# Malcolm III.

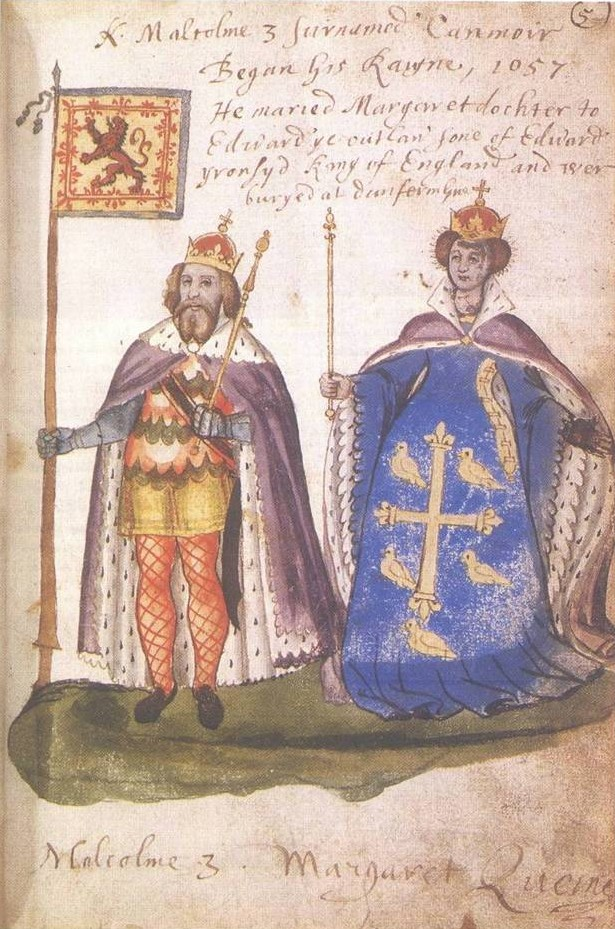
König Malcolm III. und Königin Margareta (Darstellung von 1591)

Malcolm III. (gälisch Máel Coluim mac Donnchada), auch Malcolm Canmore (Máel Coluim Ceann Mór, Calum Ceannmhor), (* zwischen 1030 und 1038; † 13. November 1093 bei Alnwick) war von 1058 bis 1093 schottischer König. Er war der älteste Sohn von Duncan I. (Donnchad mac Crináin). Sein eigentlicher Beiname war Longneck („Langhals“).

## Regierung
Malcolms Regierungszeit dauerte 35 Jahre und ging der schottisch-normannischen Herrschaftszeit voraus. Sein Königreich war nicht mit dem heutigen Schottland deckungsgleich. Der Norden und Westen befanden sich unter skandinavischer und gälischer Herrschaft. Malcolm führte eine Reihe von Kriegen gegen das englische Königreich mit dem Ziel, den englisch kontrollierten Teil des Earldoms Northumbria zu erobern. Die Kriege führten allerdings zu keinem wesentlichen Ergebnis. Er wurde auch weniger durch diese Kriege bekannt, als durch seine Rolle als Stammvater einer Königsdynastie. Malcolm begründete das Haus Dunkeld, welches von 1058 bis 1286 über Schottland herrschte. Vier seiner Söhne (Duncan II., Alexander I., Edgar und David I.) wurden später Könige von Schottland. Ein fünfter Sohn, Edmund, herrschte zusammen mit seinem Onkel Donald III.
Malcolms zweite Frau, die heilige Margareta von Schottland, ist bis heute die einzige Heilige aus einer schottischen Königsfamilie. Malcolm selber zeichnete sich nicht durch besondere Religiosität aus. Mit der Ausnahme der Gründung des Vorgängerklosters von Dunfermline Abbey, gründete er keine weiteren religiösen Einrichtungen und führte auch keine kirchlichen Reformen durch.

## Kindheit und Jugend
Malcolms Vater, Duncan I., wurde im Jahre 1034, nach dem Tod seines Großvaters Malcolm II., König von Schottland. Duncans Regierungszeit war nicht sehr erfolgreich und er wurde am 15. August 1040 von seinem Cousin Macbeth in der Schlacht bei Elgin getötet. Obwohl dieses Ereignis in Shakespeares Schauspiel „Macbeth“ so dargestellt wird, dass Duncan schon ein alter Mann und Malcolm schon erwachsen war, waren er und sein Bruder Donalbain noch Kinder.
Im Jahre 1045 versuchte Malcolms Familie, Macbeth zu stürzen, was aber nicht gelang. Malcolms Großvater Crínán von Dunkeld wurde dabei getötet.
Es gibt verschiedene Versionen der Abstammung von Malcolms Mutter Sybill. Während im 14. Jahrhundert der schottische Chronist John Fordun, auf dessen Aufzeichnungen auch Shakespeares Stück beruht, Sybill als Nichte des Earl von Northumbria bezeichnet, ist sie in einer früheren Liste schottischer Könige mit dem gälischen Familiennamen Suthen versehen.
Ebenfalls aus Forduns Chronik ergibt sich, dass Malcolm seine Kindheit und einen Teil seiner Jugend in England am Hof der Könige Hardiknut und Eduard dem Bekenner verbrachte. Andere Quellen besagen, dass Malcolms Mutter die Kinder mit ins Exil an den Hof von Thorfinn Sigurdsson, dem Jarl von Orkney nahm, einem Feind der Familie Macbeth.
Erst im Jahre 1057 wird Malcolm wieder in geschichtlichen Aufzeichnungen erwähnt, als mehrere Chronisten den Tod Macbeths melden. Malcolm soll ihn am 15. August 1057 in Lumphanan in Aberdeenshire getötet haben. Auch Macbeths Nachfolger, sein Stiefsohn Lulach, der am 8. September 1057 in Scone gekrönt wurde, wurde von Malcolm „durch Verrat“ am 23. April 1058 bei Huntly getötet. Danach soll Malcolm am 25. April 1058 selbst zum König gekrönt worden sein. Dieses Datum wird allerdings nur durch den irischen Chronisten Marianus Scotus bestätigt.

## Malcolm und Ingeborg
Die Orkneyinga saga berichtet, dass Malcolm Ingeborg, die Witwe von Thorfinn Sigurdsson, heiratete. Ingeborg war eine Tochter von Finn Arneson, einem Häuptling auf den Orkney. Finn soll nach der Heimskringla ein Berater des norwegischen Königs Harald Hardrade gewesen sein. Später wurde ihm dann vom dänischen König Sven Estridsson der Jarlstitel verliehen.
Die Heirat mit Ingeborg sicherte Malcolm den Frieden im Norden und im Westen; er genoss die friedlichen Beziehungen zu seinen Stiefsöhnen, den Jarl Paul und Erlend Thorfinnsson von Orkney.
Obwohl das Jahr 1070 als Sterbejahr von Ingeborg genannt wird, ist es möglich, dass sie schon 1058 starb. Die Orkneyinga saga berichtet, dass Malcolm und Ingeborg einen Sohn namens Duncan hatten, der später König wurde. Einige mittelalterliche Chronisten, wie William von Malmesbury, nahmen an, dass Duncan unehelich war, was aber wohl nur Gerüchte waren, die Malcolms Kinder, die er mit seiner späteren Frau Margareta hatte, verbreiteten, um Thronansprüche von Duncans Kindern abzuwehren. Malcolm hatte mit Ingeborg einen weiteren Sohn, Donald, der aber bereits 1085 starb.

## Malcolm und Margareta
Obwohl Malcolm Tostig Godwinson Zuflucht gewährte, als dieser von den Earls von Northumbria vertrieben worden war, war er nicht direkt in den schicksalhaften Einfall nach England von Harald Hardrade und Tostig im Jahre 1066 verwickelt. Diese Invasion endete schließlich in der Niederlage in der Schlacht von Stamford Bridge, bei der Tostig und Harald den Tod fanden.
Im Jahre 1068 gewährte er einer Gruppe englischer Flüchtlinge Asyl, die vor Wilhelm dem Eroberer aus England geflohen waren. Unter ihnen waren auch Agatha, die Witwe von König Eduard des Bekenners Neffen, und ihre Kinder. Sie wurde begleitet von Gospatric, Earl of Northumbria, und Edgar Ætheling mit seinen Schwestern Margareta und Christina.
Ein Jahr später kehrten die Exilanten nach England zurück, um sich einer Revolte im Norden anzuschließen. Eine dänische Armee unter Sven Estridsson schloss sich der Revolte an, und obwohl König William sie niederschlagen konnte, blieb seine Stellung im Norden schwach.
Malcolm entschied sich ebenfalls, am Krieg teilzunehmen und marschierte mit seiner Armee nach Süden über die Pennines, verwüstete Teesdale und Cleveland und zog dann beladen mit Beutegut nach Wearmouth. Dort traf er erneut auf Edgar Ætheling und seine Familie und lud sie ein, mit ihm zu ziehen, was diese aber ablehnten. Nachdem Sven Estridsson nach Zahlung eines Danegeld dazu gebracht werden konnte, seine Armee zurückzuziehen, zog sich auch Malcolm nach Schottland zurück. Nachdem König Wilhelm als Vergeltungsmaßnahme Gospatric von Northumbria in Schottland einfallen ließ, wehrten sich die Schotten mit der Verwüstung der Besitztümer Gospatrics entlang der northumbrischen Küste durch ihre Flotte.
Im gleichen Jahr erschienen erneut Edgar Ætheling und seine Familie bei Malcolm. Sie hatten Schiffbruch erlitten, als sie versuchten, auf der Flucht auf das europäische Festland überzusetzen. Diesmal blieben sie bei Malcolm.
Gegen Ende des Jahres 1070 heiratete Malcolm Edgars Schwester Margareta, die Enkelin des später heiliggesprochenen ersten Königs von Ungarn Stephan I., die spätere Heilige Margareta von Schottland. Die Namensgebung ihrer Kinder stellte einen Bruch mit den schottischen Traditionen dar. Während bislang immer gälische Namen gewählt worden waren, wurden die Kinder Edward (nach Margaretas Vater Eduard the Exile), Edmund (nach Margaretas Großvater Edmund Ironside), Ethelred (nach ihrem Urgroßvater Ethelred der Unfertige) und Edgar (nach ihrem Ur-Urgroßvater) mit englischen Namen versehen. Sie hatten noch vier weitere Kinder namens Alexander, David, Mary und Edith, die spätere Königin von England.
Nachdem König Wilhelm seine Position in England gestärkt hatte, griff er im August 1072 erneut Schottland mit seiner Armee und Flotte an. Es kam zu einem Treffen zwischen Malcolm und Wilhelm in Abernethy, und Malcolm unterwarf sich dem englischen König. Als Sicherheit für den Friedensvertrag übergab er Wilhelm seinen ältesten Sohn Duncan als Geisel. Derartige Unterwerfungsgesten gegenüber englischen Königen waren nichts Neues und hatten oft keine Auswirkungen. Auch Malcolm hielt sich nicht daran und führte weiterhin Überfälle in Northumbria aus. Bei einem dieser Überfälle im Jahre 1080 wurde der Bischof William Walcher in Gateshead getötet. Daraufhin sandte Wilhelm seinen Sohn Robert (genannt Kurzhose) mit einer Armee nach Norden, während er seinen Bruder Odo mit einer Strafexpedition in Northumbria beauftragte. Erneut schloss Malcolm Frieden mit Wilhelm und hielt diesen über ein Jahrzehnt.
Innenpolitisch hatte Malcolm kaum mit einer Opposition zu kämpfen, mit Ausnahme von Lulachs Sohn Máelnectai, über den es in den Angelsächsischen Chroniken für das Jahr 1078 heißt:

„Malcolm ergriff die Mutter von Máelnectai….und alle seine Schätze und sein Vieh. Er selbst konnte unter Schwierigkeiten entkommen.“

Was auch immer diesen Streit auslöste, Máelnectai überlebte bis zum Jahr 1085.

## Malcolm und William Rufus
Als Wilhelm Rufus nach dem Tod seines Vaters König von England wurde, beteiligte sich Malcolm nicht an den Rebellionen der Anhänger von Robert Kurzhose, der den Thron für sich beanspruchte. Im Jahre 1091 beschlagnahmte Wilhelm Rufus Ländereien von Edgar Ætheling in England, und Edgar floh nach Schottland. Im Mai marschierte Malcolm daraufhin mit seiner Armee nach Süden, diesmal aber nicht, um zu plündern und Sklaven zu nehmen, sondern um Newcastle zu belagern, das Robert Kurzhose ein Jahr zuvor gegründet hatte. Gleichzeitig wollte er damit seine Südgrenze vom Tweed zum Tees nach Süden verschieben.
Diese Gefahr führte dazu, dass der englische König aus der Normandie zurückkam, wo er gerade Robert Kurzhose bekämpfte. Als Malcolm im September von Wilhelms heranrückender Armee erfuhr, zog er sich nach Norden zurück. Die Engländer folgten ihm. Anders als im Jahre 1072 war Malcolm diesmal auf den Kampf vorbereitet. Trotzdem wurde auf Vermittlung von Edgar Ætheling und Robert Kurzhose Frieden geschlossen, und Malcolm unterwarf sich erneut dem englischen König.
Im Jahre 1092 begann der Friede zu bröckeln, da Wilhelm Rufus bei Carlisle eine neue Burg bauen ließ und Bauern dort ansiedelte, obwohl die Schotten einen Großteil der Gegend in Cumbria beherrschten. Malcolm lud Wilhelm Rufus zu einem Treffen ein, um die Probleme zu diskutieren. Malcolm brach dann auch nach Gloucester auf, wo das Treffen stattfinden sollte. Auf dem Weg dorthin besuchte er noch seine Tochter Edith in der Abtei von Wilton.
Als Malcolm am 24. August 1093 in Gloucester ankam, musste er feststellen, dass der König nicht zum Treffen gekommen war. Stattdessen hatte er erklärt, dass die englischen Barone die Angelegenheit regeln sollten. Dies lehnte allerdings Malcolm ab und kehrte sofort nach Schottland zurück. Wilhelm Rufus wollte damit wohl keinen Krieg provozieren, aber dennoch berichten die Angelsächsischen Chroniken davon, dass einer ausbrach:

„Aus diesem Grund trennten sie sich in großer Unzufriedenheit, und König Malcolm kehrte nach Schottland zurück. Und bald nach seiner Heimkehr rief er seine Armee zusammen und kam grauenvoll nach England mit mehr Feindseligkeit als nötig war.“

Malcolm wurde von seinem ältesten Sohn Edward, seinem Thronfolger, und von Edgar begleitet. Selbst für damalige Verhältnisse wurde die Verwüstung Northumbrias durch die Schotten als heftig angesehen.

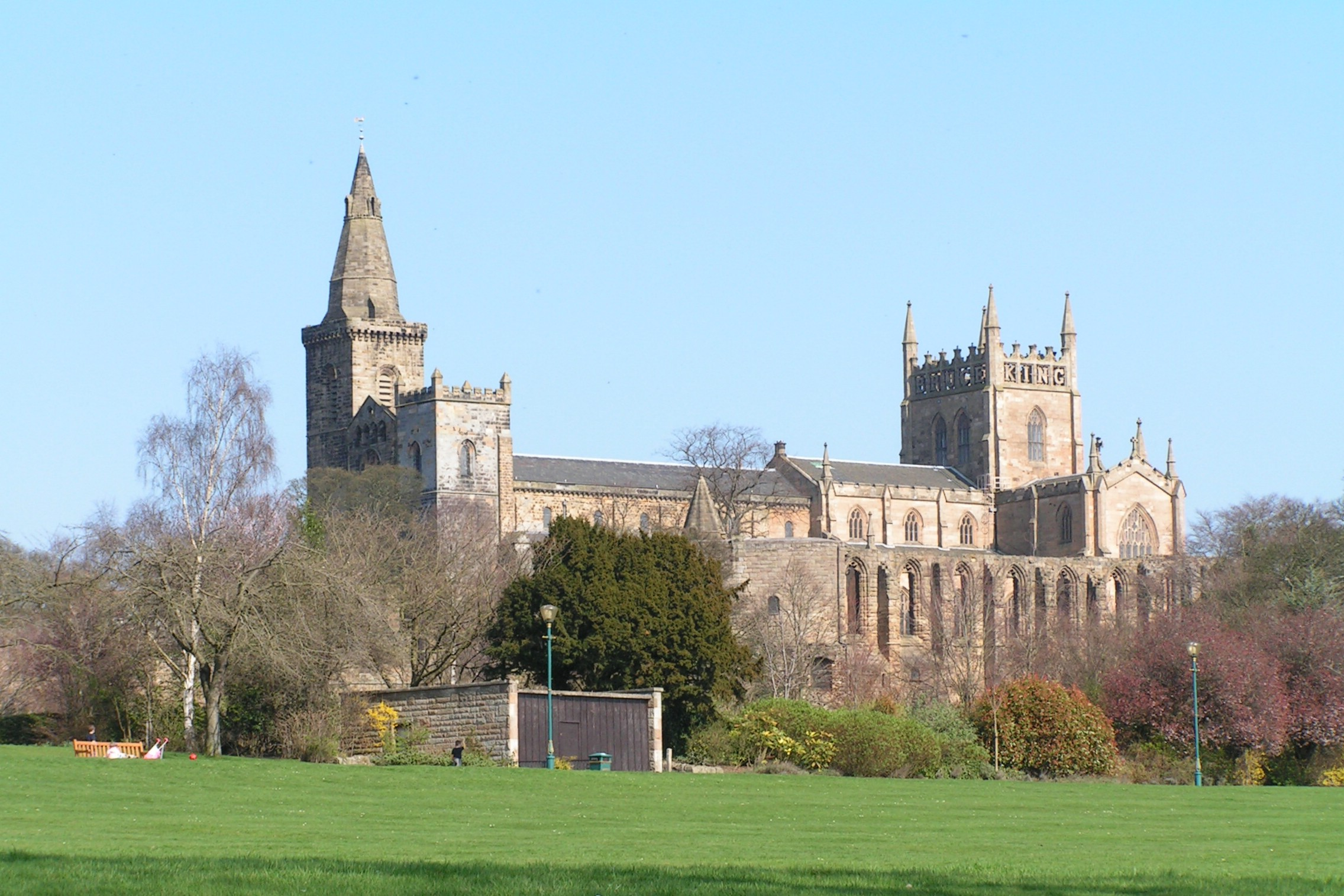
Dunfermline Abbey – Begräbnisort von Malcolm III.

Auf dem Rückweg nach Schottland wurde Malcolm am 13. November 1093 bei Alnwick von Robert de Montbray, dem Earl of Northumbria, in einen Hinterhalt gelockt und getötet. Täter war ein Verwandter Malcolms, Arkil Morel, der Verwalter von Bamburgh Castle. Es waren Robert de Montbrays Ländereien gewesen, die Malcolm gerade verwüstet hatte. Auch Edward wurde bei diesem Kampf, der als Schlacht von Alnwick bekannt wurde, tödlich verwundet. Es wird erzählt, dass Margareta kurz nach der Überbringung der Todesnachricht durch Edgar ebenfalls starb.
In den Annalen von Ulster steht dazu geschrieben:

„Malcolm, Sohn des Duncan, oberster König von Schottland, und sein Sohn Edward wurden von den Franzosen [d. h. Normannen] in Inber Alsa in England getötet. Seine Königin Margareta verstarb zudem vor Trauer innerhalb von neun Tagen.“

Malcolms Leichnam wurde zur Beerdigung in die Tynemouth Priory gebracht. Später wurde er dann in die Abtei von Dunfermline umgebettet.
Am 19. Juni 1250, nach der Heiligsprechung von Malcolms Frau Margareta durch Papst Innozenz IV., wurden Margaretas Gebeine exhumiert und in ein Reliquiengefäß getan. Die Legende sagt, dass das Reliquiar, als es zum Hochaltar der Abtei von Dunfermline getragen wurde und Malcolms Grab passierte, plötzlich so schwer wurde, dass es sich nicht mehr von der Stelle bewegen ließ. Daraufhin wurde die Gebeine von Malcolm ebenfalls exhumiert und bei Margaretas neben dem Altar bestattet.

## Nachkommen
Mit seiner ersten Frau Ingeborg hatte Malcom zwei Söhne:
- Duncan II. (* 1060; † 1094), kurzzeitig König von Schottland
- Donald († vermutlich 1085)

Aus seiner Ehe mit seiner zweiten Frau Margareta von Schottland gingen folgende Kinder hervor:
- Eduard (⚔ 1093)
- Edmund, König von Schottland
- Edgar (* um 1074; † 1107), König von Schottland
- Æthelred, Earl of Fife († 1097), auch Abt von Dunkeld
- Edith (Mathilde) († 1118) ⚭ König Heinrich I. von England
- Marie († 1116) ⚭ Graf Eustach III. von Boulogne
  - deren Tochter Mathilda von Boulogne (* 1105; † 1152) ⚭ König Stephan von England
- Alexander I. (* 1078; † 1124) König von Schottland
- David I. (* 1080; † 1153) König von Schottland

## Beschreibung in der Literatur
Malcolms Thronbesteigung ist der Höhepunkt von William Shakespeares Drama Macbeth, allerdings hält sich das Stück nicht immer an die historischen Gegebenheiten und ist durch Überlieferungen verändert worden.